# Касьяненко, Владимир Григорьевич
Влади́мир Григо́рьевич Касья́ненко (3 [16] ноября 1901, Большой Янисоль — 18 января 1981, Киев) — украинский советский учёный в области сравнительной морфологии, зоолог и анатом, профессор, академик АН УССР (с 19 мая 1951). Кавалер ордена Ленина.

## Биография
Родился 3 (16) ноября 1901 года в селе Великом Янисоли Екатеринославской губернии. В 1926 году окончил Киевский ветеринарно-зоотехнический институт и до 1951 года работал там же (с 1938 года — профессор). Член ВКП(б) с 1945 года. С 1947 года — заведующий отделом эволюционной морфологии Института зоологии АН УССР, в 1950—1962 годах — его директор, в 1964—1981 годах — научный консультант этого института.
Умер 18 января 1981 года. Похоронен в Киеве на Байковом кладбище (участок № 1).

## Научная деятельность
Основные научные исследования посвящены изучению особенностей строения конечностей млекопитающих с учётом образа жизни, типа опоры и характера передвижения животного. По-новому определил частную и групповую функции мышц конечностей. Его школой разработано учение о типах суставного рельефа, соответствующих типам опоры конечностей животных. Среди работ:
- «Аппарат движения и опоры лошади (функциональный анализ)», Киев. 1947;
- «Закономерности приспособительных преобразований суставов конечностей млекопитающих», «Зоологический журнал», 1956, вып. 3.

В 1958 году академик В. Г. Касьяненко вместе с сотрудниками Института зоологии и кафедры анатомии провел VI-й Всесоюзный съезд анатомов, гистологов и эмбриологов (8-14 июля 1958 г.) в г. Киеве. Это было всеобщее признание Киевской школы ветеринарных морфологов. Президиум Украинской академии сельскохозяйственных наук выразили благодарность коллективу кафедры.

## Награды
Награждён орденом Ленина, другими орденами, медалями.

## Семья
Его дочь, Инга Владимировна Касьяненко — украинский фармаколог, доктор медицинских наук, лауреат Государственной премии Украины.